# Sancho Alfónsez

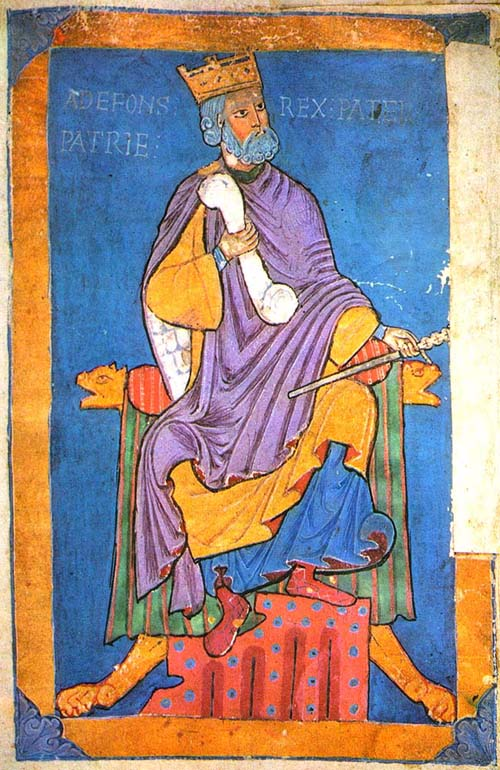
Iluminura medieval que representa a Afonso VI de Castela e Leão.

Sancho Alfónsez  (1093? — Uclés, 30 de maio de 1108). Infante herdeiro dos reinos de Leão, Castela e Galiza. Foi filho de Afonso VI de Leão e da moura Zaida, que após ser batizada tomou o nome cristão de Isabel, Helysabeth nas crônicas. Foi nora de Almutâmide de Sevilha, ao estar casada com Fate Almamune (filho de Almutâmide) que era governador de Córdova quando foi tomada pelos Almorávidas a 27 de março de 1091.

## Nascimento
A sua data de nascimento é disputada.  1093 é o mais provável e o mais antigo possível, pois a sua mãe Zaida chegou à corte de Afonso VI provavelmente em 1090 como garantia do cumprimento de um pacto.
Zaida chegou a Toledo fugindo de Almodóvar del Río (Córdova) levando consigo parte do tesouro real e uma carta do seu sogro Almutâmide para solicitar auxílio a Afonso VI. Em Toledo ficou a saber da morte do seu marido Fate Almamune falecido a 27 de março de 1091 e da conquista de Sevilha pelos Almorávidas em setembro do mesmo ano.
O mais provável é que as relações entre o rei e Zaida começassem pronto, e fruto delas nasceu Sancho. Retrasar o seu nascimento até 1097 implicaria que, no momento da batalha de Uclés (1108) apenas teria 10 anos, o qual não é provável  levando em conta que o seu pai já lhe encomendara o governo da cidade de Toledo.

## Herdeiro do trono castelhano-leonês
Desconhece-se se o seu nascimento ocorreu antes ou depois da morte da rainha Constança; alguns historiadores acreditam que não chegaram a contrair matrimônio, enquanto outros, acreditam que casaram em 1100 ficando Sancho legitimado por tal casal e declarado herdeiro dos reinos cristãos.
O "quirógrafo da moeda" (1107), que é o último diploma onde assina o infante, indica que seu pai lhe tinha encomendado o governo de Toledo.

## Defunção do infante Sancho
O conde García Ordóñez, que o criara, foi o seu aio e faleceu defendendo-o na batalha de Uclés (1108).
As crônicas oferecem diversas versões sobre a sua morte a  30 de maio de 1108. Para uns, como Rodrigo Jiménez de Rada, na sua obra De rebus Hispaniae, faleceu no campo de batalha junto ao seu aio García Ordóñez. Para  a Primeira Crónica Geral de Espanha de Afonso X, faleceu no lugar conhecido como Siete Condes ou Sicuendez, quando escapava da batalha. Segundo a crônica árabe Nazm al-Yuman de Ibn al-Qattan  faleceu, depois da batalha, ao pretender refugiar-se no castelo de Belinchón (Cuenca).
Não se conhece a idade que tinha quando faleceu. Segundo Évariste Levi-Provençal, parece que tinha 14 anos e 8 meses, nascido por volta de 1093. Menéndez Pidal e outros historiadores dizem que deveu nascer ao redor de 1097 e que no momento da batalha somente teria uns 10 anos. A sua prematura morte acelerou o fim do seu pai, que carecia de mais filhos varões. Afonso VI faleceu a 1 de julho de 1109.

## Sepultura do infante Sancho Alfónsez
Depois do seu falecimento na Batalha de Uclés, em 1108, o cadáver do infante Sancho foi levado à localidade leonesa de Sahagún, onde foi sepultado no Mosteiro de San Bento de Sahagún.